# Karl von Gareis
Karl Heinrich Franz (von) Gareis, född 24 april 1844 i Bamberg, död 18 januari 1923 i München, var en tysk jurist.
Gareis blev professor i Bern 1873, i Giessen 1875, i Königsberg 1888 och slutligen i München 1902–17. Han var ledamot av tyska riksdagen 1878–81. Han var specialist i handelsrätt, men bearbetade även folkrätten och rättsencyklopedin. Han efterträdde 1902 Hermann Seuffert som utgivare av "Blätter für Rechtsanwendung". Han erhöll på ålderdomen bayersk adlig värdighet (Ritter von Gareis).
Bland hans skrifter märks textupplagor av tyska handelslagboken och växelordningen med förklaringar, av vilka "Wechselordnung" nådde 1920 sin elfte och "Bürgerliches Gesetzbuch" 1921 sin femte upplaga. I övrigt kan nämnas Die Verträge zu gunsten Dritter (1873), Das deutsche Handelsrecht (1880, åttonde upplagan 1909), Allgemeines Staatsrecht (i Heinrich Marquardsens "Handbuch des öffentlichen Rechts", 1883), Rechtsencyclopädie und Methodologie der Rechtswissenschaft (1887, femte upplagan 1920), Institutionen des Völkerrechts (1888, andra upplagan 1901) och Das Recht am menschlichen Körper (1900).